# ユルガ

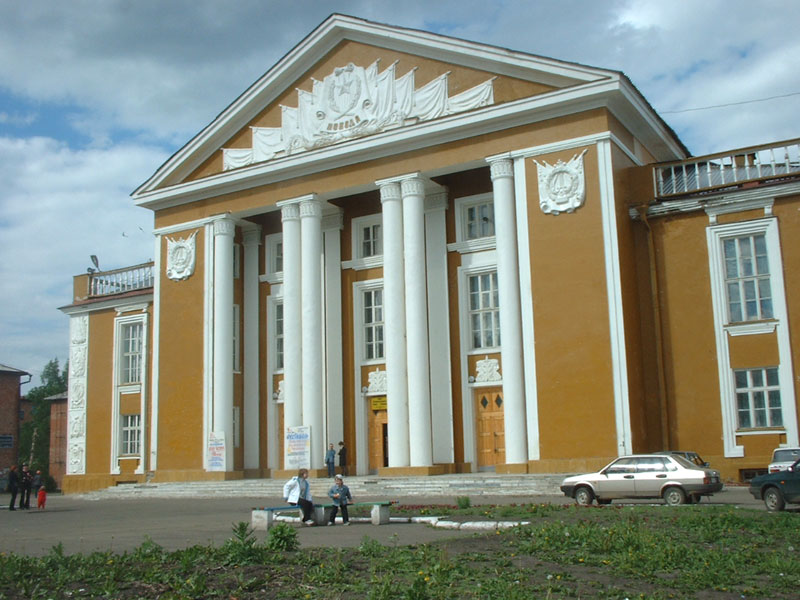

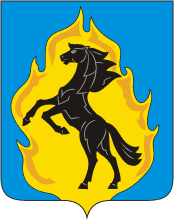
ユルガ市の市章

ユルガ（ロシア語: Юрга, Yurga）は、ロシア連邦ケメロヴォ州の都市。人口は7万9693人（2021年）。
トミ川の河岸に1886年に建設された村を起源とする。シベリア鉄道の開通によりユルガ駅が設置され、ここからクズネツク炭田（クズバス）への支線が分岐するようになった。スターリンによる大粛清の時代にはグラグ（収容所）が建設され、鉄道建設や鉱山労働に収容者が駆り出された。1930年代末期にユルガに機械工場の建設計画が立てられたが、第二次大戦中、ドイツ軍の攻撃に晒されたヨーロッパ・ロシアから工場が移転してユルガの軍需工業が急速に発展した。1949年に都市として登録された。

## 軍事
ロシア陸軍第74独立親衛自動車化狙撃旅団が拠点を置いている。